# Hydaticus sexguttatus
Hydaticus sexguttatus är en skalbaggsart som beskrevs av Régimbart 1899. Hydaticus sexguttatus ingår i släktet Hydaticus och familjen dykare. Inga underarter finns listade i Catalogue of Life.